# Peter D. Mitchell

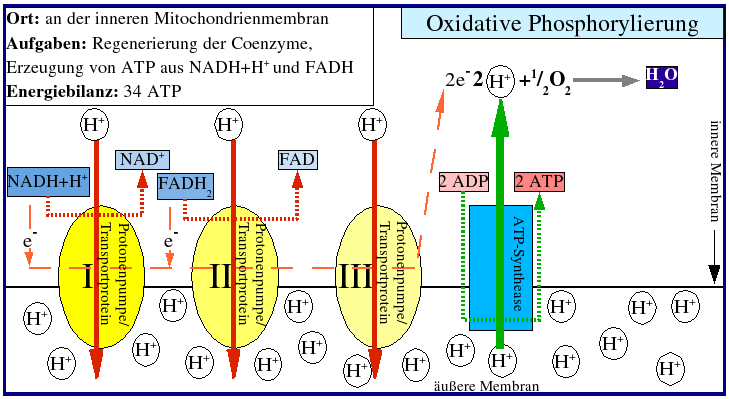
schéma oxidativní fosforylace

Peter Dennis Mitchell (29. září 1920, Mitcham – 10. dubna 1992, Bodmin) byl britský biochemik. V roce 1978 obdržel Nobelovu cenu za formulaci chemiosmotické teorie.

## Život
Peter Dennis Mitchell se narodil 29. září 1920 v Mitchamu v hrabství Surrey. Jeho rodiči byli státní úředník Christopher Gibbs Mitchell a Kate Beatrice Dorothy, rozená Taplin. Jeho strýcem byl Sir Godfrey Mitchell, předseda stavební firmy George Wimpey.
Studoval na Queen's College v Tauntonu a poté na Jesus College v Cambridgi, kde se věnoval přírodním vědám a specializoval se na biochemii.
V roce 1942 nastoupil na výzkumné místo na Biochemickém ústavu v Cambridgi a začátkem roku 1951 získal titul Ph.D. za výzkum mechanismu účinku penicilinu. V roce 1974 byl zvolen členem Královské společnosti.